# Dipartimento di Lempira
Il dipartimento di Lempira è un dipartimento dell'Honduras sudorientale avente come capoluogo Gracias.
Il dipartimento di Lempira comprende 28 comuni:
- Belén
- Candelaria
- Cololaca
- Erandique
- Gracias
- Gualcince
- Guarita
- La Campa
- La Iguala
- La Unión
- La Virtud
- Las Flores
- Lepaera
- Mapulaca

- Piraera
- San Andrés
- San Francisco
- San Juan Guarita
- San Manuel Colohete
- San Marcos de Caiquín
- San Rafael
- San Sebastián
- Santa Cruz
- Talgua
- Tambla
- Tomalá
- Valladolid
- Virginia